# ヨランダ・ディ・サヴォーイア
ヨランダ・ディ・サヴォーイア（伊: Jolanda di Savoia）は、イタリア共和国エミリア＝ロマーニャ州フェラーラ県にある、人口約2,600人の基礎自治体（コムーネ）。

## 名称
市名はイタリア王ヴィットーリオ・エマヌエーレ3世の長女ヨランダ・マルゲリータ王女（1901年 - 1986年）にちなむ。

## 地理

### 位置・広がり

#### 隣接コムーネ
隣接するコムーネは以下の通り。
- コディゴーロ
- コッパーロ
- フィスカッリア
- リーヴァ・デル・ポー
- トレジニャーナ

### 気候分類・地震分類
ヨランダ・ディ・サヴォーイアにおけるイタリアの気候分類 (it) および度日は、zona E, 2267 GGである。
また、イタリアの地震リスク階級 (it) では、zona 3 (sismicità bassa) に分類される。